# Казаки: Снова война
Казаки: Снова война — второе дополнение для компьютерной стратегии в реальном времени «Казаки: Европейские войны». Эта игра посвящена войнам XVII—XVIII веках. Игра выпущена украинской компанией GSC Game World.

## Типы игры
В версии «Снова война» доступна только обучающая кампания, позволяющая освоить основы игры. Отсутствие иных кампаний компенсируется наличием множества одиночных миссий, а также возможностью играть на случайной карте. В Steam-версии игры имеется возможность приобрести дополнение, которое добавляет кампании из игр «Казаки: Европейские войны» и «Казаки: Последний довод королей».
В качестве дополнительных фракций представлены Венгрия и Швейцария.

## Геймплей

### Ресурсы
В игре существует 6 видов ресурсов: дерево, еда, камень, золото, железо, уголь. Золото, железо и уголь добываются в шахтах. Еда добывается крестьянами, которые собирают её с полей и относят в мельницу или городской центр, а также рыбачьими лодками — в порты. Дерево и камень добываются крестьянами в определённых местах (лесоповал и каменоломня), и относятся — на склад или в городской центр. Ресурсы можно также обменивать на рынке (условие его построения — склад). Если у игрока нет угля или железа, юниты, вооружённые огнестрельным оружием, а также пушки и башни не смогут стрелять. В случае нехватки золота, подразделения военных юнитов будут распущены, а наёмники и некоторые корабли (линкоры XVII и XVIII веков) выйдут из-под контроля игрока и станут врагами всем нациям на карте (отмечаются коричневым цветом). В случае отсутствия еды юниты игрока начинают умирать. Все юниты (кроме наёмников) требуют для постройки еду, а некоторые также дерево, золото, железо и уголь.

### Режимы игры
Кампания:
- Обучающая кампания (в основной игре) для освоения механик.
- Исторические кампании из оригинальных игр серии — «Казаки: Европейские войны» и «Казаки: Последний довод королей». Доступны через отдельное дополнение.

Сценарии:
- Одиночные исторические сценарии различной сложности.
- Случайная карта — произвольно генерируемая карта для пошаговой игры.

Мультиплеер:
- Совместная игра по сети до 8 игроков на одной карте.
- Режимы: кооператив, все против всех, команды.
- Ранговые матчи с системой Elo.

Также есть редактор карт, чтобы создавать собственные сценарии. Наличие разнообразных режимов позволяет играть одному против ИИ, с друзьями онлайн и изучать историю на различных сценариях.

### Юниты
Все юниты можно разделить по их месту постройки: Порт — флот; Казарма XVII—XVIII века — пехота; Конюшня — кавалерия; Артиллерийское депо — артиллерия; Дипломатический центр — наёмники; Городской центр — крестьяне и Церковь — священники.
Гражданские юниты (крестьяне и священники, а также к ним можно отнести рыбацкую лодку и транспортный корабль) — не предназначены для прямого участия в боевых действиях, в основном находятся в тылу.
Крестьяне есть у всех наций, различаются лишь внешностью и величиной здоровья. Украинский крестьянин не поддается захвату — захватить его возможно только в шахте и городском центре. Основные функции — строительство зданий и добыча ресурсов. Боевые характеристики — ближний бой, броня отсутствует, но при этом относительно высокая атака. Сражаться будут только при наличии поблизости дружественного воина.
Священники есть у всех наций, различаются внешностью и целебной силой — самый слабый у Турции и Алжира (сила 4), самый сильный у Пьемонта (сила 10).
В игре у многих стран юниты схожи, однако почти каждая сторона имеет одного или более уникальных юнитов.
Доступность юнитов определяется наличием необходимых для постройки юнита зданий и усовершенствований. Когда у игрока построены все здания и накоплено определённое количество ресурсов, он имеет право «Перейти в XVIII век», что даёт игроку возможность строить более совершенных юнитов и казарму XVIII века. Данная возможность доступна не у всех стран (XVIII век отсутствует у Украины, Турции и Алжира. Апгрейды XVIII века доступны сразу). Военные юниты (кроме судов) могут принимать боевые построения: для пехоты — 15, 36, 72, 120, и 196 юнитов; для конницы — 40, 90 и 160 юнитов; для пушек — 3..40; для гаубиц — 3..5; для мортир — 5..20 юнитов.